# Natalja Dontsjenko
Natalja Dontsjenko (Russisch: Наталья Донченко, Engels: Natalya Donchenko) (25 augustus 1932) is een schaatsster uit de Sovjet-Unie. Ze vertegenwoordigde haar vaderland op de Olympische Winterspelen 1960 in Squaw Valley waar ze de zilveren medaille won op de 500 meter.

## Resultaten

### Olympische Spelen
| Jaar | Plaats       | Resultaten |
| ---- | ------------ | ---------- |
| 1960 | Squaw Valley | 500 meter  |

### Wereldkampioenschappen
| Jaar | Plaats    | Resultaten  |
| ---- | --------- | ----------- |
| 1952 | Kokkola   | 8e Allround |
| 1960 | Östersund | 4e Allround |

### USSR kampioenschappen
| Jaar | Allround |
| ---- | -------- |
| 1952 | 8e       |
| 1956 | 6e       |
| 1957 | 7e       |
| 1959 | DNF      |
| 1960 | 5e       |
| 1962 | 7e       |

## Persoonlijke records
| Afstand    | Tijd     | Datum            | Baan            |
| ---------- | -------- | ---------------- | --------------- |
| 500 meter  | 46,00    | 18 februari 1960 | Squaw Valley    |
| 1000 meter | 1.35,60  | 27 januari 1962  | Alma-Ata        |
| 1500 meter | 2.27,90  | 27 januari 1962  | Alma-Ata        |
| 3000 meter | 5.22,60  | 27 januari 1962  | Alma-Ata        |
| 5000 meter | 10.12,10 | 5 maart 1951     | Jekaterinenburg |